# كيت شو
كيت شو (بالصينية: 徐子珊) هي ممثلة صينية، ولدت في 19 يونيو 1979 بهونغ كونغ في الصين.

## وصلات خارجية
- كيت شو على موقع IMDb (الإنجليزية)
- كيت شو على موقع ألو سيني (الفرنسية)
- كيت شو على موقع ميوزك برينز (الإنجليزية)
- كيت شو على موقع ديسكوغز (الإنجليزية)
- كيت شو على موقع قاعدة بيانات الفيلم (الإنجليزية)